# Salix hidakamontana
Salix hidakamontana är en videväxtart som beskrevs av Kanesuke Hara. Salix hidakamontana ingår i släktet viden, och familjen videväxter. Inga underarter finns listade i Catalogue of Life.